# Carol Henrique
Carol Henrique também conhecida como Carolina Mendes (Cascais, 19 de Junho de 1995) é uma surfista portuguesa, campeã europeia de surf.
Em Agosto de 2017 tornou-se bicampeã nacional de surf, ao obter a vitória na Costa Nova, em Ílhavo. Em Setembro do mesmo ano, conquistou o título de campeã europeia de surf nos quartos-de-final do Anfaplace Pro Casablanca, em Marrocos, tornando-se assim na primeira portuguesa a conquistar esse título. Outros dois portugueses já o haviam antes conquistado: Justin Mujica, em 2004, e o seu irmão, Pedro Henrique, em 2015.